# Adesmus fortunei
Adesmus fortunei es una especie de escarabajo longicornio del género Adesmus, categorizada en la tribu Hemilophini, de la subfamilia Lamiinae. Fue descrita por Lingafelter en 2013.

## Descripción
Mide 9,7-13,8 mm de longitud.

## Distribución
Se distribuye por República Dominicana.